# Olga Orgonista
Olga Orgonista (Budapeste, Hungria, 22 de fevereiro de 1901 – Budapeste, Hungria, 20 de novembro de 1978) foi uma patinadora artística húngara. Ela conquistou com Sándor Szalay uma medalha de prata e uma de bronze em campeonatos mundiais e foi bicampeã europeia (1930–1931).

## Principais resultados

### Com Sándor Szalay
| Jogos Olímpicos                                       |                 |                   |                 |                  | 4.ª |  |  |  |  |  |  |  |  |  |  |
| Campeonato Mundial                                    |                 | Medalha de bronze |                 | Medalha de prata | 4.ª |  |  |  |  |  |  |  |  |  |  |
| Campeonato Europeu                                    |                 |                   | Medalha de ouro | Medalha de ouro  |     |  |  |  |  |  |  |  |  |  |  |
| Nacional                                              |                 |                   |                 |                  |     |  |  |  |  |  |  |  |  |  |  |
| Campeonato Húngaro                                    | Medalha de ouro | Medalha de ouro   | Medalha de ouro |                  |     |  |  |  |  |  |  |  |  |  |  |
|                                                       |                 |                   |                 |                  |     |  |  |  |  |  |  |  |  |  |  |
| Legenda: Competição não foi disputada nesta temporada |                 |                   |                 |                  |     |  |  |  |  |  |  |  |  |  |  |